# Kathedrale von Las Palmas

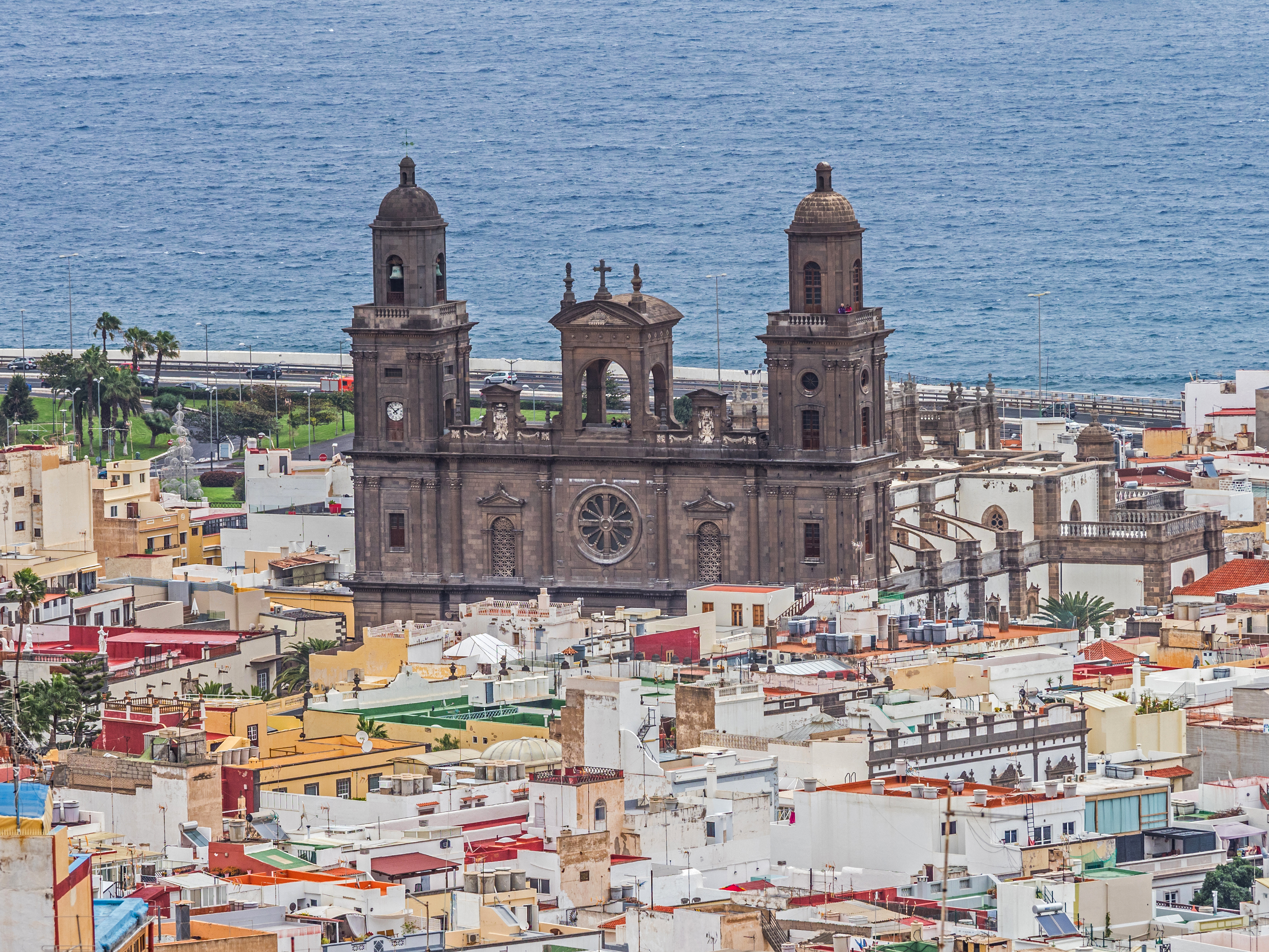
Kathedrale Santa Ana, Las Palmas

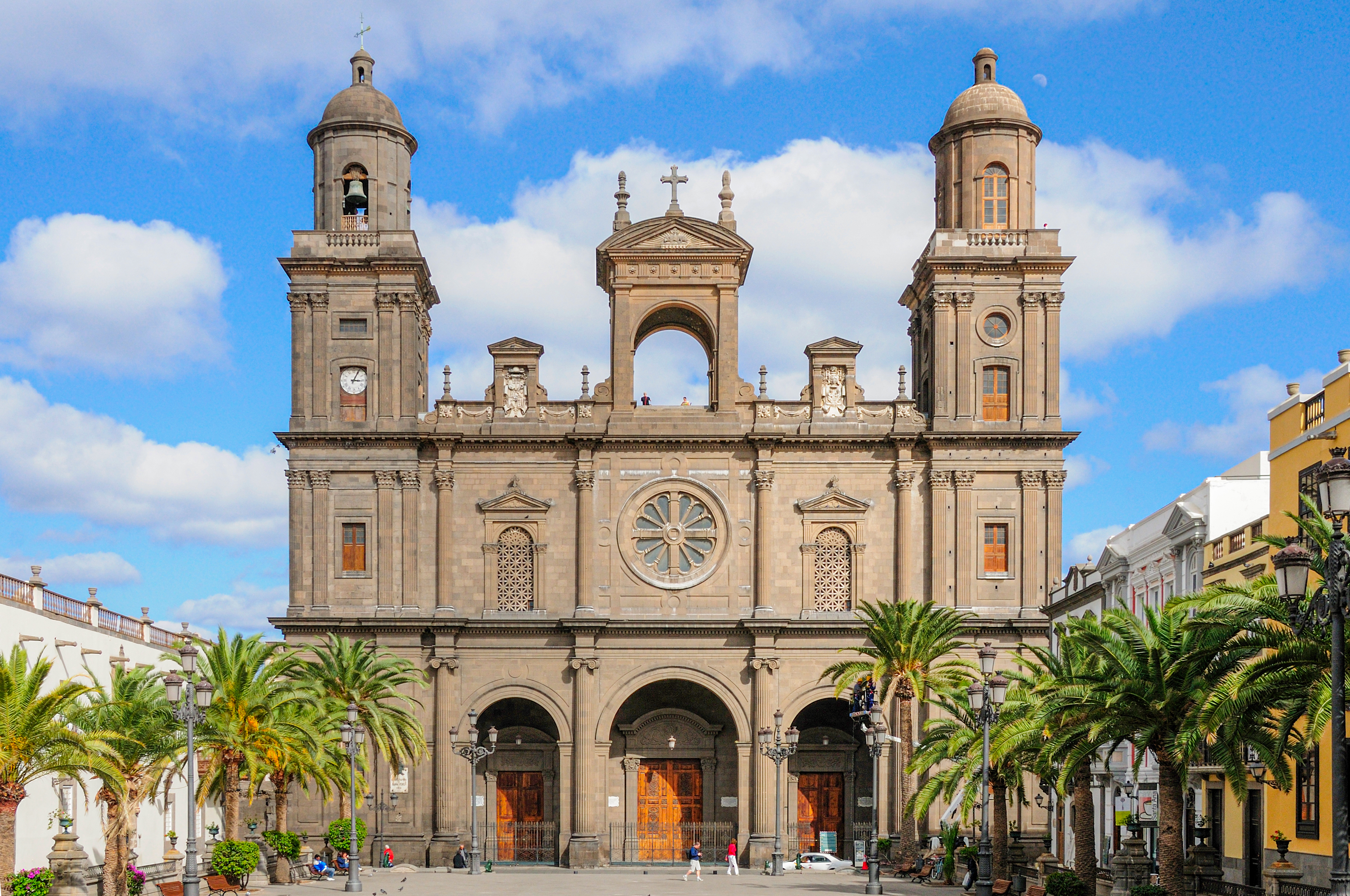
Westfassade

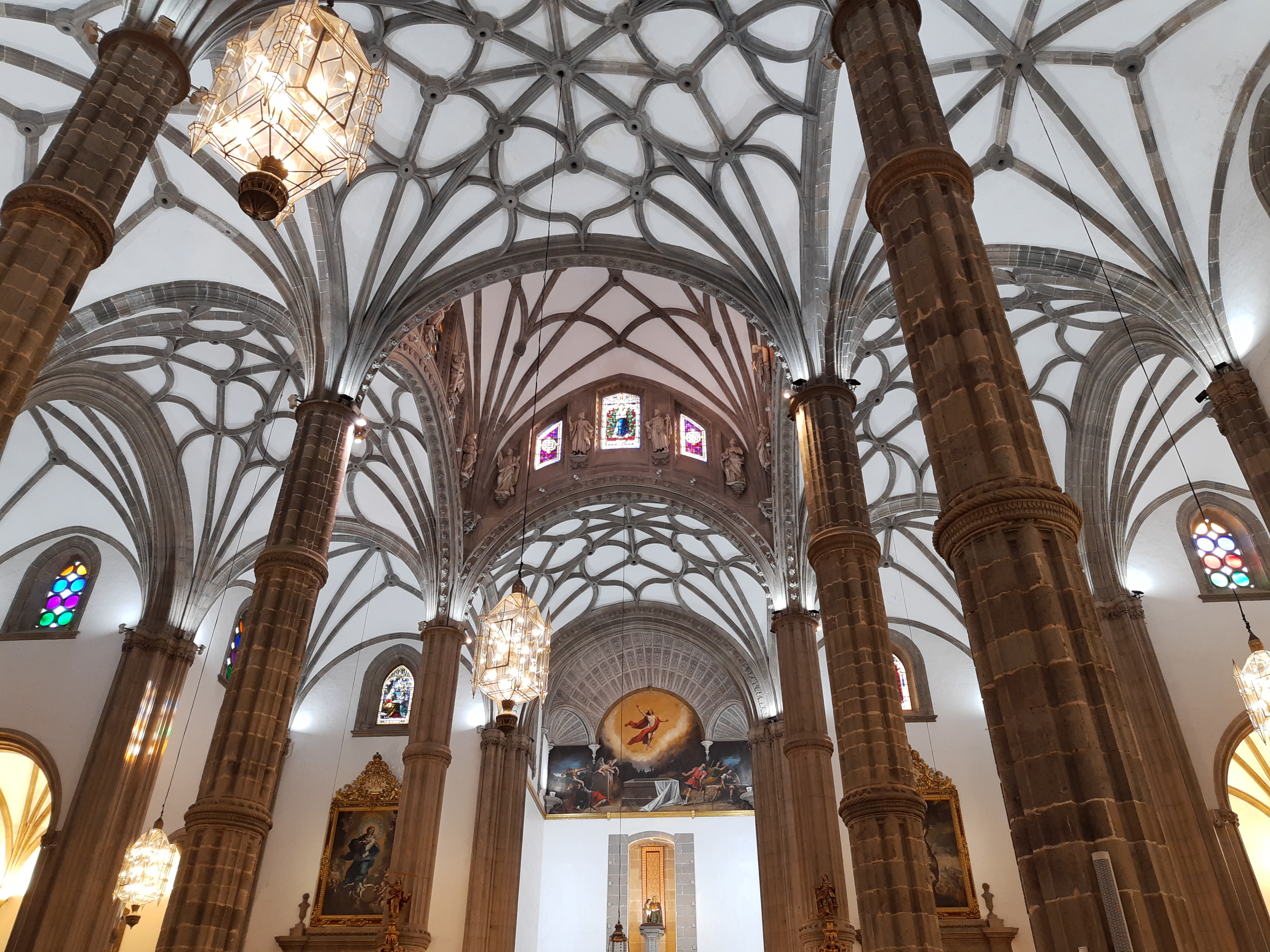
Kirchenschiffe und Gewölbe

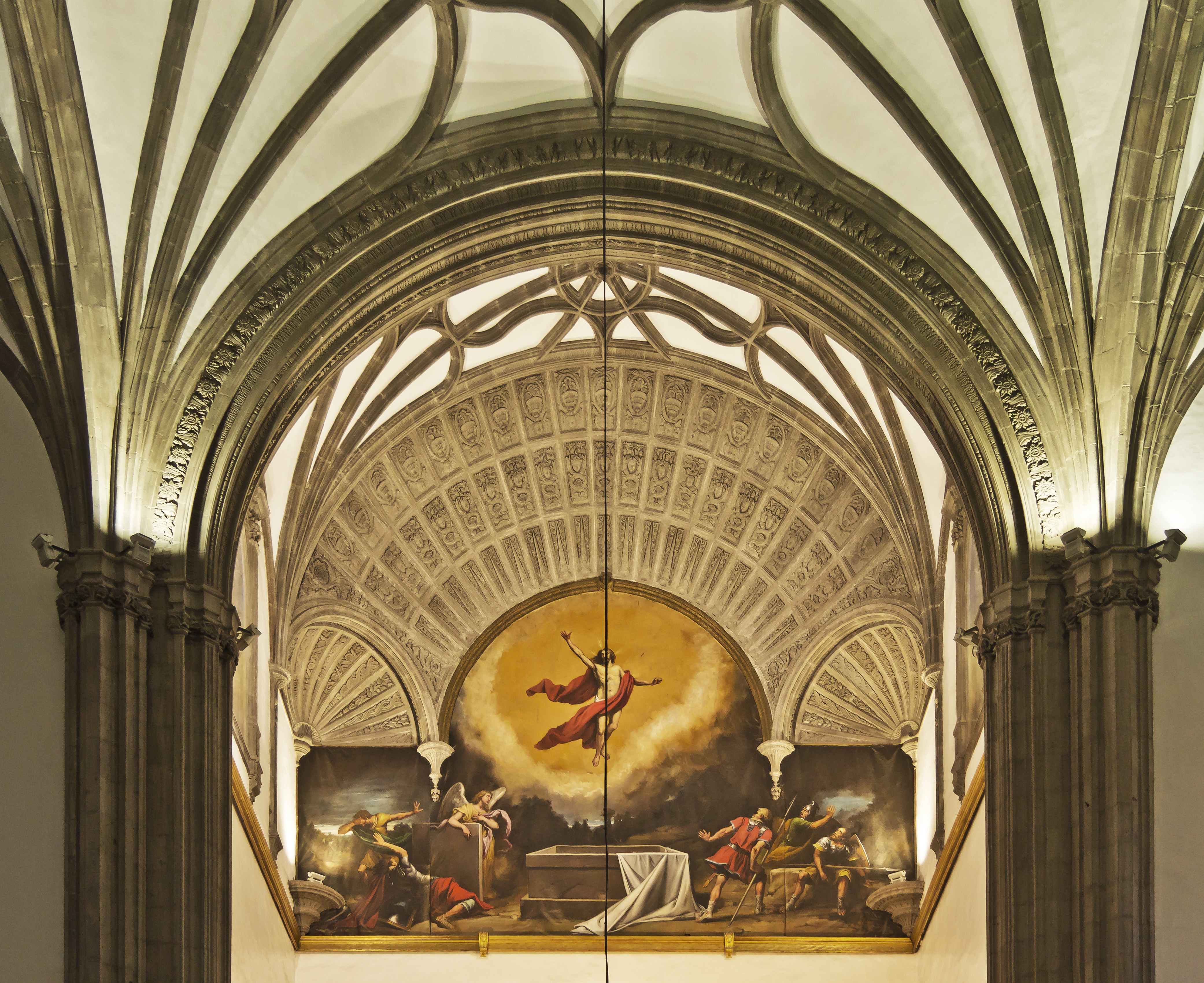
Apsis mit Auferstehungsfresko

Die Kathedrale Santa Ana steht im Stadtteil Vegueta, dem ältesten Teil der Stadt Las Palmas de Gran Canaria. Der zweitürmige Bau ist die älteste und größte Kirche der Insel und Bischofskirche des Bistums Kanarische Inseln. Zur Kathedrale gehört das bedeutendste Archiv der Kanaren.

## Geschichte
Im Jahr 1497, kurz nach der Eroberung Gran Canarias durch kastilische Truppen, wurde mit dem Bau der Kathedrale begonnen. Die Katholischen Könige setzten damit ein Zeichen ihres Sieges über die Ureinwohner, die es zu missionieren galt. Nach dem Abschluss des ersten Bauabschnitts im Jahr 1570 ruhten die Bauarbeiten mehr als 200 Jahre lang.
Bis zum Jahr 1819 war Santa Ana in Las Palmas de Gran Canaria die einzige Kathedrale auf den Kanarischen Inseln; dann wurden die Kanarischen Inseln in zwei Bistümer aufgeteilt und das für die westlichen Inseln zuständige Bistum San Cristóbal de La Laguna mit Sitz auf der Insel Teneriffa wurde neu geschaffen. Die bisherige Pfarrkirche Nuestra Señora de los Remedios in der Großstadt San Cristóbal de La Laguna wurde zur Kathedrale eines neuen Bistums, welches sich über die westlichen Inseln erstreckt.

## Architektur

### Fassade
Die in strengen Stilformen der Spätrenaissance bzw. des frühen Klassizismus gestaltete unverputzte Westfassade wurde gegen Ende des 18. Jahrhunderts nach Plänen des Bildhauers und Architekten José Luján Pérez errichtet. Sie zeigt ein dreiportaliges Triumphbogenmotiv, welches mit den drei Schiffen im Innern korrespondiert. Die beiden Glockentürme sind aus Stabilitätsgründen links und rechts der Fassade positioniert; die durch zwei horizontale Gesimse in drei Geschosse unterteilt ist. Das Mittelfenster wird von einem Radfenster mit hervorgehobenem Kreuz eingenommen; die beiden seitlichen Fenster sind durch Transennen geschlossen. Den oberen Abschluss beider Türme bilden Laternen.

### Innenraum
Die Kathedrale ist eine dreischiffige Hallenkirche und zeigt eine Mischung verschiedener Baustile. Die von Bündelpfeilern getragene Halle besteht aus drei Schiffen mit Seitenkapellen. Die Vierung wird von einer niedrigen Kuppel überwölbt, ein Querschiff ist nur angedeutet. Die Gewölbe sind als Stern- bzw. als Netzgewölbe zu bezeichnen. Das Gewölbe der Chorapsis stammt aus der Zeit zwischen Spätgotik und Renaissance; in den Trompen deuten sich Muschelformen an.

## Ausstattung
- Unter der Vierungskuppel stehen die Figuren der 12 Apostel. Sie stammen von Luján Pérez.
- In der rechten Seitenkapelle steht die Skulptur La Dolorosa („die Schmerzensreiche“), ebenfalls von Luján Pérez.
- Malereien von Cristóbal de Quintana und Juan de Miranda
- St.-Josefskapelle (Capilla de San José) enthält das Grab von José Viera y Clavijo.